# Nikinmäki
Nikinmäki  est un quartier du district de Korso de Vantaa en Finlande,.

## Description
Nikinmäki est situé dans la partie nord-est de Vantaa.
Nikinmäki est bordé par la rivière Keravanjoki (Lahdenväylä) à l'ouest et Sipoo dans les autres directions. 
Son quartier voisin est Jokivarsi, situé sur la rive ouest de la Keravanjoki.
Nikinmäki est un quartier construits majoritairement de maisons individuelles.
Ses premières maisons mitoyennes ont été bâties dans les années 1980 et ses immeubles à résidentiels seulement dans les années 2010. 
La taille moyenne des logements est de 115 mètres carrés.

## Galerie

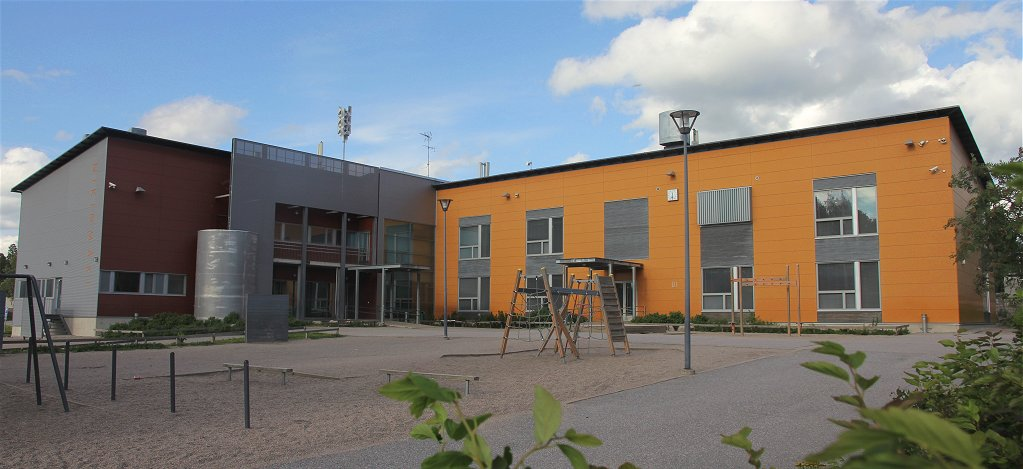
École de Jokivarsi à Nikinmäki.